# 武井昭夫
武井 昭夫（たけい てるお、1927年1月29日 - 2010年9月2日）は、日本の文芸評論家、全学連初代委員長。

## 略歴
神奈川県横浜市出身。横浜第二中学校、府立高等学校を経て東京大学文学部西洋史学科中退。東京大学在学中の1948年に全日本学生自治会総連合(全学連)結成に参画し、初代委員長に就任した。層としての学生運動論を唱え、学生は労働者階級の指導を受けなくとも、階級闘争の主体たり得ると主張。
1950年、日本共産党の50年分裂の際、同党統一委員会に属して除名される。
1952年、新日本文学会(中野重治書記長、花田清輝編集長)に加入し、常勤編集部員となり、文芸評論活動を始める。戦争責任などで古い世代を批判する急先鋒にたつ。九州から上京して新日本文学会の事務局にいた大西巨人らとともに、新日本文学会の中心的な存在となる。
1954年、花田が発行部数拡大路線の失敗で 編集長を解任されたことに抗議して、編集委員を辞任した。
1955年、日本共産党第6回全国協議会により復党し、東京都常任委員に選出される。新日本文学会の活動にも復帰し常任幹事となる。
1956年、吉本隆明との共著『文学者の戦争責任』を上梓し、旧プロレタリア文学出身の作家たちを批判した。
1958年、吉本隆明、井上光晴、奥野健男らと『現代批評』を創刊する。
1960年「さしあたって、これだけは」を谷川雁たちとともに発表。
1961年、党中央の組織運営を批判し、再び除名された。以後、文学活動に専心した。
1964年の新日本文学会の第11回大会にあたって、会の事務局長をつとめていた武井は、事務局長の名で発表する幹事会報告に、部分的核実験禁止条約への肯定的評価を盛り込むなど、当時の文学運動内部にあった意見の相違をあえてクローズアップし、新日本文学会から共産党の影響を排除しようとした。そして、大会で報告に反対の意見書を出した江口渙たちを大会後に除籍する先頭に立った。1970年には新日本文学会から離れ、活動家集団「活動家集団思想運動」結成に参画した。新聞『思想運動』、雑誌「社会評論」で、政治、思想、文化の各分野にわたる批評活動を展開した。
2010年9月2日、尿管がんのため川崎市の病院で死去。83歳没。

## 主な著書
- 芸術運動の未来像、現代思潮社、1960年
- 創造運動の論理､晶文社、1963年
- 現代日本の反動思想、晶文社、1966年
- 批評の復権、晶文社、1967年
- 武井昭夫批評集、未來社

1. 戦後文学とアヴァンギャルド､1975年
2. 創造の党派性、1975年
3. 文学の危機、1977年

- 武井昭夫政治論集（世界と日本 - もう一つの見方）、小川町企画、1983年
- 演劇の弁証法、影書房、2002年
- 武井昭夫論集 スペース伽耶
  - 戦後史のなかの映画、2003年
  - わたしの戦後 ー運動から未来を見る、2004年
  - 層としての学生運動 ー全学連創成期の思想と行動、2005年
- 武井昭夫状況論集(1980‐2009) 全4冊 スペース伽耶
  - “改革”幻想との対決 ー改革阻止、そして反撃に転じるために（2001‐2009）、2009年
  - 闘いつづけることの意味 ーわれわれは“冬を越す蕾”（1994‐2001）、2010年
  - 社会主義の危機は人類の危機（1980‐1993）、2010年
  - 原則こそが、新しい。（1980‐1987）、2010年

## 共著
- 文学者の戦争責任（吉本隆明・武井昭夫）、淡路書房、1956年
- 新劇評判記（花田清輝・武井昭夫）、勁草書房、1961年
- 運動族の意見 - 映画問答（花田清輝・武井昭夫）、三一書房、1967年